# The Moon Song
"The Moon Song" é uma canção do filme Her (2013) produzida por Karen O e composta por Spike Jonze. Apresentada por Karen O nos créditos finais, a canção também foi apresentada por Samantha (Scarlett Johansson) e Theodore (Joaquin Phoenix), personagens principais do filme.
Lançada em 11 de fevereiro de 2014, a canção foi nomeada ao Oscar 2014 na categoria de Melhor Canção Original, mas perdeu para "Let It Go", do filme Frozen. Ao lado de Ezra Koenig, Karen O performou a canção, em 2 de março de 2014. Em dezembro de 2014, a canção foi nomeada à categoria de Melhor Canção Escrita para Mídia Visual do Grammy Awards de 2015.

## Alinhamento de faixas
| N.º            | Título                                    | Compositor(es)       | Artista(s)                           | Duração |  |
| 1.             | "The Moon Song" (dueto em versão estúdio) | Karen O, Spike Jonze | O e Ezra Koenig                      | 3:05    |  |
| 2.             | "The Moon Song" (créditos finais)         | O, Jonze             | O                                    |         |  |
| 3.             | "The Moon Song" (versão do filme)         | O, Jonze             | Scarlett Johansson e Joaquin Phoenix |         |  |
| Duração total: | Duração total:                            | Duração total:       | Duração total:                       | 7:21    |  |